# Herb Jordan
Herbert Arthur "Herbie" Jordan, född 23 oktober 1884 i Québec, död 2 juni 1973 i Ottawa, var en kanadensisk ishockeyspelare i övergångseran mellan amatörishockeyn och den professionella ishockeyn i Kanada.

## Karriär
Herb Jordan spelade med Quebec Hockey Club i Canadian Amateur Hockey League åren 1903–1905 där den kortväxte och snabbfotade centerforwarden snabbt gjorde sig ett namn som en duktig målgörare. Från 1906 till 1908 spelade laget i Eastern Canada Amateur Hockey Association och säsongen 1909 i Eastern Canada Hockey Association. I Quebec HC spelade Jordan bland annat bredvid bröderna Joe och Charles "Chubby" Power, målvakten Paddy Moran samt, under sin sista säsong i klubben, Joe Malone.
Säsongen 1909 ledde Jordan ECHA med 30 mål på 12 spelade matcher för Quebec och inför NHA-säsongen 1910 värvades han av det professionella laget Renfrew Creamery Kings i National Hockey Association, men valde trots detta att kvarhålla sin status som amatörspelare. Jordan gjorde nio mål på sex matcher för Renfrew Creamery Kings under säsongen men fick senare stå tillbaka i det stjärnspäckade laget för centern Newsy Lalonde som gjorde 22 mål på fem matcher.